# Leszczawa Dolna (gromada)
Leszczawa Dolna – dawna gromada, czyli najmniejsza jednostka podziału terytorialnego Polskiej Rzeczypospolitej Ludowej w latach 1954–1972.
Gromady, z gromadzkimi radami narodowymi (GRN) jako organami władzy najniższego stopnia na wsi, funkcjonowały od reformy reorganizującej administrację wiejską przeprowadzonej jesienią 1954 do momentu ich zniesienia z dniem 1 stycznia 1973, tym samym wypierając organizację gminną w latach 1954–1972.
Gromadę Leszczawa Dolna z siedzibą GRN w Leszczawie Dolnej utworzono – jako jedną z 8759 gromad na obszarze Polski – w powiecie przemyskim w woj. rzeszowskim na mocy uchwały nr 30/54 WRN w Rzeszowie z dnia 5 października 1954. W skład jednostki wszedł obszar dotychczasowej gromady Leszczawa Dolna ze zniesionej gminy Bircza oraz obszary dotychczasowych gromad Leszczawa Górna i Leszczawka ze zniesionej gminy Kuźmina w tymże powiecie. Dla gromady ustalono 9 członków gromadzkiej rady narodowej.
1 stycznia 1960 do gromady Leszczawa Dolna włączono obszar zniesionej gromady Kuźmina w tymże powiecie.
31 grudnia 1961 do gromady Leszczawa Dolna włączono wsie Dobrzanka i Malawa ze zniesionej gromady Lipa w tymże powiecie.
W 1971 roku gromada Leszczawa Dolna liczyła 1885 mieszkańców, zamieszkujących miejscowości: Dobrzanka (25), Kuźmina (466), Leszczawa Dolna (616), Leszczawa Górna (164), Leszczawka (361), Malawa (146) i Roztoka (80).
Gromada przetrwała do końca 1972 roku, czyli do kolejnej reformy gminnej.